# Logba
El logba (o ikpana) és la llengua pròpia dels logbes que viuen al sud-est de Date, a la regió Volta, al sud-est de Ghana. Hi ha entre 7.500 (2003) i 10.000 (joshuaproject) logbes. El seu codi ISO 639-3 és lgq i el seu codi al glottolog és logb1245.

## Família lingüística
Segons l'ethnologue, el logba és una llengua que ella sola forma un subgrup de les llengües potou-tanos, que són llengües nyos, les quals, formen part de les llengües kwa, que són llengües de la gran família de les llengües nigerocongoleses. Segons el glottolog, el logba és una de les 8 llengües na-Togos, juntament amb les llengües basila-adele, el boro i les llengües lelemis.

## Geolingüística i pobles veïns
El territori logba està situat entre els pobles de VB Agbome (al nord) i de New Dzokpe (al sud), al nord-est de la ciutat de Vakpo i a l'oest de la ciutat de Kpalimé (Togo), a la Regió Volta dels sud-est de Ghana. El territori logba està situat en un terreny muntanyós, a la falda de la muntanya més alta de Ghana, el Mont Afadzato.
Segons el mapa lingüístic de Ghana de l'ethnologue, el petit territori logba està situat a mig camí entre el llac Volta i la frontera amb Togo i té com a veïns els ewes, al nord i a l'est i els avatimes, al sud i al sud-oest.

## Gramàtica

### Fonologia
El logba té nou vocals i una harmonia vocal ATR. aquesta està controlada per l'arrel. Això significa que les vocals dels seus prefixos nominals harmonitzen amb les vocals de l'arrel. Les vocals són nasalitzades quan estan seguides per una consonant nasal.
El logba té 23 consonants. En la fonologia logba existeix oposició entre les bilabials i les fricatives labio-dentals, com en altres llengües de la regió com l'ewe. El logba és una llengua tonal que té dos nivells de tons: l'alt i el baix. Aquests poden estar combinats en una síl·laba que pot tenir un to creixent o decreixent.
Totes les síl·labes del logba són obertes. Cada síl·laba representa un to. La fórmula d'una síl·laba bàsica és: (C1)(C₂)V+T, en la que C és la consonant, V, la vocal o la síl·laba nasal i T és el to. Dorvlo (2004) distingeix tres tipus de síl·labes:
- Només el nucli: Una vocal o una síl·laba nasal. Aquest tipus només es troba en pronoms i prefixos nominals. Per exemple: ɛ́-mɔ́ (ells riuen), n-dà (licor)
- Nucli i onset (so consonantic a principis de la síl·laba). És el tipus de síl·laba més comú en el logba, ja que la majoria de les paraules estan formades per aquest tipus de forma. Exemple: bà (vine), gbà (escombrar)
- Nucli i onset complex. Només passa quan els fonemes /r/ i /l/ són la segona consonant de l'onset complex. Aquest tipus de síl·laba pot conformar una paraula ella mateixa. En les paraules multisil·làbiques, pot passar en totes les posicions. Per exemple: à-klɔ́ (cabra), trò (refusar), ìvàflí (cosa blanca).

## Sociolingüística, estatus i ús de la llengua
El logbe és una llengua vigorosa (EGIDS 6a); tot i que no està estandarditzada, és utilitzada en la comunicació entre persones de totes les generacions i la seva situació és sostenible És una llengua que no està escrita, tot i que segons l'ethnologue té una gramàtica. Els logbes també coneixen l'anglès i l'ewe.